# 缝岭水库
缝岭水库是中国江西省吉安市泰和县上模乡境内的一座水库，位于云亭河上，建于1960年。水库正常库容为1590万立方米，平均水深为16.00米，集雨面积为39平方千米，海拔为133米。